# Moussa Dadis Camara
Moussa Dadis Camara (Koule, 1º gennaio 1964) è un militare guineano, ufficiale dell'esercito che ha esercitato le funzioni di capo di stato della Guinea in veste di presidente del Consiglio Nazionale della Democrazia e dello Sviluppo (Conseil National de la Démocratie et du Developement).
Tale organo è infatti la giunta militare che ha preso il potere nel colpo di stato del 23 dicembre 2008, dopo la morte del presidente di lungo termine Lansana Conté. Camara ha definito il Consiglio Nazionale un organo di transizione con il compito di sovrintendere al ritorno del paese alla democrazia.

## Biografia
Moussa Dadis Camara nacque nel 1964 in un villaggio della Prefettura di Koulé nella Regione amministrativa di Nzérékoré (Guinée Forestière), a ridosso del confine liberiano, e non distante da quello con la Costa d'Avorio. È un membro dell'etnia kpelle (conosciuta in Guinea come Guerze). Frequentò una scuola distante 40 km dal capoluogo regionale Nzérékoré. Compiuti gli studi in legge ed economia all'Università Nasser di Conakry, ottenne il dottorato in economia nella stessa capitale guineana.
Nel 1990 fu arruolato con il grado di caporale nell'esercito di Guinea, e nel 2004 svolse 18 mesi di addestramento militare in Germania. Nel maggio 2008 fu uno dei principali agitatori dei disordini militari che prelusero al colpo di Stato del dicembre seguente. In novembre fu posto a capo dell'unità di approvvigionamento energetico dell'esercito e nominato membro del consiglio del ministro della difesa. Prima del colpo di Stato era poco noto alla popolazione.
Camara, (Koulemou in lingua Kpelle) di religione animista, secondo alcune indiscrezioni si sarebbe convertito al cattolicesimo durante il suo esilio forzato in Burkina Faso. Parla cinque lingue: francese, tedesco, kpelle, susu e lingua malinke.
Il 28 marzo 2025, Moussa Dadis Camara è stato graziato da Mamadi Doumbouya, il presidente di transizione.

## Presa di potere in Guinea e caduta
Moussa Camara prese il potere in Guinea dopo il colpo di stato del 23 dicembre 2008, attuato in seguito alla morte di Lansana Conté. Scavalcando il dettato costituzionale, che imponeva la supplenza del presidente dell'Assemblea nazionale e l'indizione di elezioni entro 60 giorni, Camara lesse alla radio - a nome di una giunta composta da 26 militari e 6 civili - un comunicato che dichiarava dissolte le istituzioni repubblicane e sospesa la Costituzione.
Il nuovo regime avrebbe avuto un presidente scelto fra i militari e un primo ministro civile (le due cariche toccarono poi rispettivamente allo stesso Camara e al banchiere Kabiné Komara). Questa situazione fu dichiarata transitoria: il Consiglio Nazionale avrebbe cioè governato il paese fino alle nuove elezioni, in vista delle quali Camara escluse di candidarsi alla presidenza. Dopo lo sbandamento dei primi giorni, la giunta militare incassò l'appoggio del primo ministro Souaré, e l'anno 2009 si aprì con Moussa Camara saldamente al potere in Guinea.
Il 28 settembre 2009, gli uomini di Camara massacrarono 157 persone e ne ferirono più di mille durante una manifestazione di protesta nella capitale Conakry. Seguirono violenze e stupri, e la reazione della stampa internazionale. Il 3 dicembre, il capo delle guardie presidenziali, il tenente Abubakar "Toumba" Diakite sparò a Camara un colpo di pistola alla testa, ferendolo gravemente. Diakite dichiarò alla stampa che Camara aveva tradito le speranze di democrazia del paese ed ordinato il massacro.
Dadis Camara fu curato in un ospedale in Marocco, ma da allora le pressioni internazionali di Francia e Stati Uniti ne hanno impedito il ritorno in patria.
Una commissione d'inchiesta dell'ONU sui massacri del 28 settembre 2009 reclama l'intervento della Corte penale internazionale per giudicare se Dadis Camara e i suoi collaboratori siano colpevoli di crimini contro l'umanità.

### L'esilio
Il 12 gennaio 2010, Camara è stato trasportato in aereo in Burkina Faso. Dopo essersi incontrati a Ouagadougou il 13 e 14 gennaio, il 15 gennaio Camara, Konaté e Blaise Compaoré, ex presidente del Burkina Faso, hanno prodotto una dichiarazione formale di dodici principi che promettevano il ritorno della Guinea al governo civile entro sei mesi. È stato concordato che i militari non avrebbero contestato le imminenti elezioni e che Camara avrebbe continuato la sua guarigione al di fuori della Guinea. Il 21 gennaio 2010 la giunta militare ha nominato Jean-Marie Doré come primo ministro di un governo di transizione di sei mesi, che porterà alle elezioni.
Moussa ha vissuto in esilio a Ouagadougou. Durante questo periodo si è convertito dall'Islam al Cattolicesimo, cambiando il suo nome di nascita "Moussa" (Mosè) nella sua forma francese "Moïse". Nell'ottobre 2016, Camara si è ritirato dalla presidenza del suo partito, le Forze Patriottiche per la Democrazia e lo Sviluppo (FPDD), e ha annunciato che non avrebbe partecipato alle prossime elezioni comunali e legislative. È tornato brevemente in Guinea nel 2013, attraversando il confine terrestre dalla Liberia per partecipare al funerale della madre. Un'altra visita è stata vanificata nel 2015, dopo che il presidente Alpha Conde lo ha costretto a scendere da un volo commerciale durante uno scalo in Costa d'Avorio. Il 22 dicembre 2021, Camara è tornato in Guinea.

### Il processo e la condanna
Il 27 settembre 2022, Camara è stato imprigionato e processato per il massacro del 2009. Salifou Beavogui, uno degli avvocati di Camara, ha dichiarato che il pubblico ministero ha "portato i nostri sei clienti nella casa centrale (prigione) dove, a quanto pare, saranno confinati fino alla fine (del processo)" e che "molto sfortunatamente, il processo sta iniziando con la violazione dei diritti degli accusati". Il 28 settembre, Camara e altri 10 ex funzionari militari e governativi sono comparsi in tribunale.
Il 4 novembre 2023, un gruppo pesantemente armato ha fatto evadere Camara e altri tre funzionari dal carcere di Conakry. Durante la fuga, nove persone, tra cui tre intrusi e quattro membri delle forze di difesa della Guinea, sono state uccise, mentre altre sei sono state curate per ferite d'arma da fuoco. È stato ricatturato poche ore dopo. Il 13 novembre, il suo processo è ripreso, dopo essere stato sospeso per tre settimane a causa di motivi non correlati.
Il 31 luglio 2024, Dadis Camara è stato riconosciuto colpevole di "crimini contro l'umanità" per i massacri avvenuti nel 2009 ed è stato condannato a vent'anni di carcere.